# Jety (BH17)

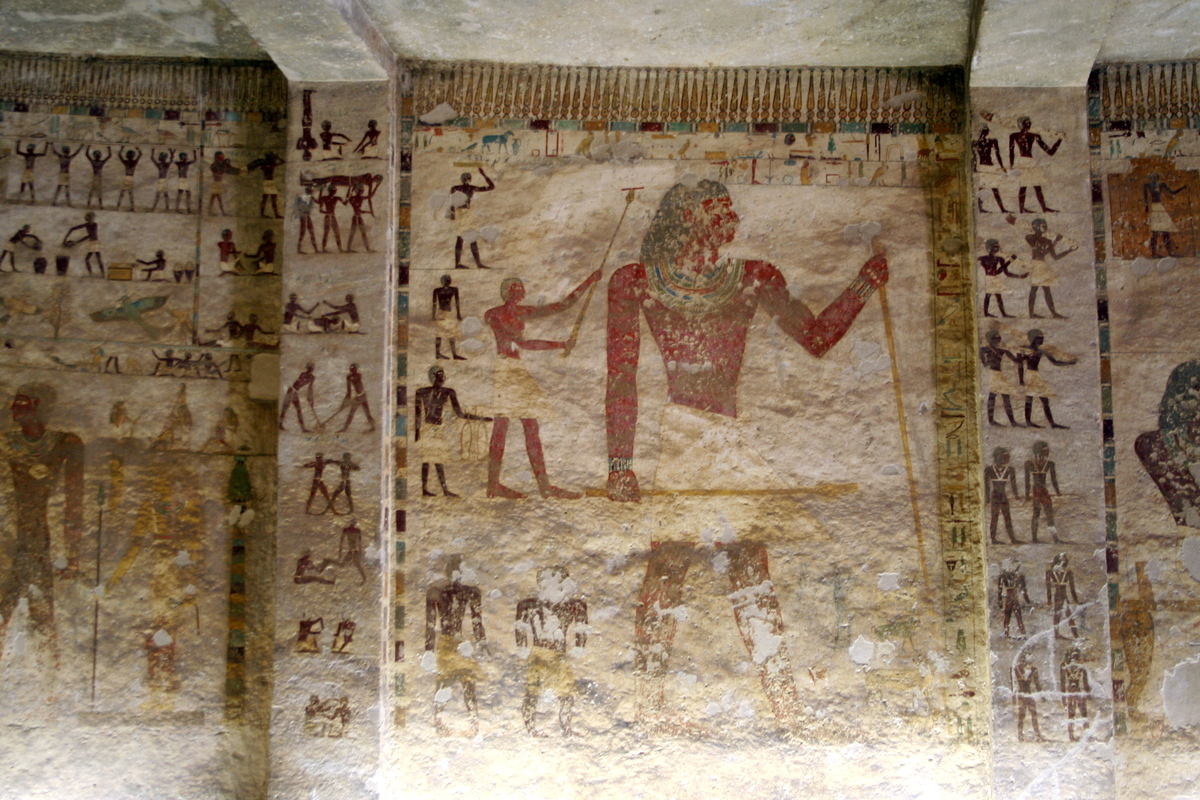
Jety representado en su propia tumba BH17).

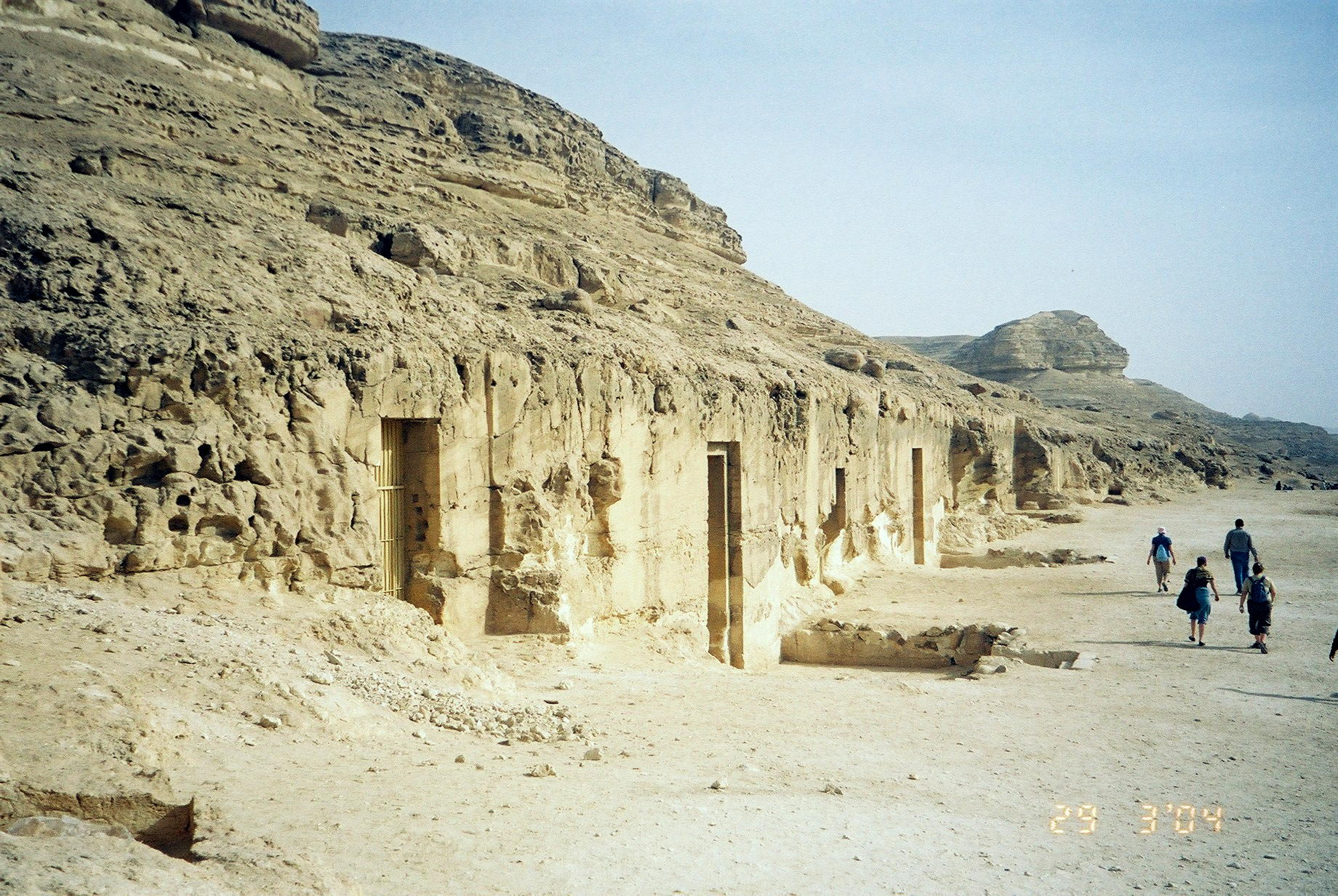
Entrada de las tumbas de Jety y Baqet III en Beni Hassan.

Jety fue un antiguo nomarca (gobernador provincial) egipcio, hijo de Baqet III del que heredó el gobierno  del Nomo del Orix, en el Egipto Medio, entre finales de la Dinastía XI y la XII del Antiguo Egipto. Solo es conocido prácticamente por la capilla de su tumba privada excavada en la roca con una característica pintura parietal en Beni Hassan, denominada BH17, que actualmente es visitable.
En la decoración de su capilla aparecen varias inscripciones que muestran el nombre y los títulos de Jety. Gran señor de todo el nomo del Orix era el título principal de los gobernadores locales de este nomo, la decimosexta región del Alto Egipto, con capital en Menat-Jufu. Otros títulos incluyen conde (Haty-a), sellador real, único amigo, conocido del rey, el que está en la cámara, quien pertenece a Nejen y señor supremo de Nejeb, pero también supervisor de tropas en todos los lugares secretos.
Aparte de su padre, que parece también que hay dudas como en el caso de Naguib Kanawati, aunque su tumbas están una al lado de la otra y comparten la misma planta, no se sabe mucho sobre su familia. Su esposa se llamaba Jnumhotep y existe un hijo atestiguado con el nombre de Jety.
La capilla funeraria, cortada en la roca, consta de una gran sala con seis columnas papiriformes de las que se conservan dos originales, también cortadas en la roca. La decoración pictórica, de vivos colores, muestra a Jety cazando en las marismas, escenas cotidianas de obreros y granjeros, luchadores, acróbatas, juegos, producción de lino o vino, pastoreo, pero también el asedio de una fortaleza. En el asedio, guerreros con arco y flechas, espadas y escudos y la fortaleza, almenada, tiene en la base de la muralla, un glacis defensivo contra los arietes. También se observa un ariete con cubierta protectora.
Aunque su datación es incierta en la bibliografía, lo más probable es que viviera al comienzo de la Dinastía XII bajo el rey Senusret I.